# Cerro Grande
Cerro Grande é um município brasileiro do estado do Rio Grande do Sul.

## História
A colonização da região começou com a chegada de várias famílias de colonos sendo em sua maioria italianos e poloneses vindas de várias regiões do estado, em caravanas de carretas puxadas a boi, rumo ao Alto Uruguai.
No interior do município de Palmeira das Missões, fundaram o povoado de Cerro Grande. 
Cerro Grande tem em sua constituição étnica, além dos poloneses e italianos, também alemães e caboclos. 
A origem de seu nome seria proveniente de um grupo de caçadores que no ano de 1890 passou por ali e se deparou com um cerro muito grande. 
Ao descansarem e beberem água numa fonte, resolveram identificar aquele local com o nome de Cerro Grande.

## Geografia
Localiza-se a uma latitude 27º36'22" sul e a uma longitude 53º10'00" oeste, estando a uma altitude de 405 metros. Sua população estimada em 2004 era de 2.418 habitantes.

## Economia
Sua economia tem base agrícola, sendo que fundamenta-se na produção de grãos, pecuária leiteira. Sendo implantada a fruticulticultura no ano de 2007.